# Triangle de Reuleaux

El triangle Reuleaux és una corba d'amplada constant basada en un triangle equilàter. Tots els punts de cada costat són equidistants del vèrtex oposat.

Un triangle Reuleaux és, a part del cas trivial del circumferència, el polígon de Reuleaux més simple i més conegut, una corba d'amplada constant. La separació entre dues rectes paral·leles tangents a la corba és independent de la seva orientació. El terme es deriva de Franz Reuleaux, un enginyer alemany de segle xix que va ser un dels pioners en estudiar les maneres en què les màquines transformen un tipus de moviment en un altre, encara que el concepte ja es coneixia amb anterioritat. Atès que la seva amplada és constant, el triangle de Reuleaux és una de les respostes a la pregunta "A part del cercle, de quina forma es pot fer una tapa d'un forat perquè no pugui caure pel forat?"
El triangle duu el nom de Franz Reuleaux, un enginyer alemany del segle XIX que va ser un pioner en l'estudi de màquines que transformen un tipus de moviment en un altre, i que va usar els triangles de Reuleaux en els seus dissenys. Tanmateix, aquestes formes ja eren conegudes abans, per exemple pels dissenyadors de finestres d'esglésies gòtiques, per Leonardo da Vinci, que les va usar en la projecció de mapes, i per Leonhard Euler en el seu estudi de formes d'amplada constant. Altres aplicacions dels triangles de Reuleaux inclouen la forma de les pues musicals, les claus de les boques d'incendis, els llapis, i en algunes broques, així com en el disseny gràfic de formes d'algunes senyals i logos corporatius.

## Construcció

Construcció d'un triangle Reuleaux

Amb un compàs, es dibuixa un arc amb radi igual al diàmetre que ha de tenir el triangle. Amb el mateix radi, es dibuixa un arc centrat en un punt del primer arc fins que el talli. Amb el mateix radi i centre al punt d'intersecció dels dos primers es dibuixa un tercer arc fins a tallar els dos primers. El resultat és una corba d'amplada constant. Perquè tots els diàmetres són els mateixos, el triangle Reuleaux és una resposta a la qüestió "A part d'una circumferència, quina forma es pot donar a una tapa de registre de forma que no pugui caure a través del forat?"
De forma equivalent, donat un triangle equilàter T de llargada de costat s, traçar els arcs amb radi s centrats als vèrtexs de T fins als punts on s'intersequen.
Pel teorema de Blaschke-Lebesgue, el triangle de Reuleaux és la corba d'amplada constant amb l'àrea més petita. Aquesta àrea és {\displaystyle {1 \over 2}(\pi -{\sqrt {3}})s^{2}}, on s és l'amplada constant. L'existència de polígons de Reuleaux demostra que les mesures de diàmetre soles no poden verificar que un objecte té una secció circular.
L'àrea del triangle de Reuleaux és més petita que la del cercle de la mateixa amplada (i.e. diàmetre); l'àrea d'aquest cercle és {\displaystyle \pi s^{2} \over 4}.

## Polígons de Reuleaux
El triangle Reuleaux es pot generalitzar a polígons regulars amb un nombre senar de costats, que donen lloc a un polígon Reuleaux. D'aquests el que es fa servir més sovint és l'heptàgon de Reuleaux, que és la forma d'unes quantes monedes:
- Vint penics i cinquanta penics britànics.
- La pula de Botswana s'encunya en les denominacions de 2 Pules, 1 Pula, 25 Thebe i 5 Thebes.
- La  Moneda xipriota de 50 cèntims, des de 1991 fins que Xipre es va unir a l'Euro en 2008.

L'amplada constant de tals monedes permet el seu ús en màquines operades per monedes.

## Altres usos

El triangle Reuleaux girant dins d'un quadrat

- El rotor del motor Wankel es confon fàcilment amb un triangle Reuleaux però els seus costats curvilinis són una mica més plans que els d'un triangle de Reuleaux i, per tant, no té amplada constant.[6]

- La broca quadrada de Harry Watt té la forma d'un triangle Reuleaux i pot, si es munta en un mandrí especial que té en compte que la punta no té un centre fix de rotació, perforar un forat que és gairebé quadrat.[7] La broca quadrada de Harry Watt es fa servir sovint per encaxos de caixa i metxa[8][9] Altres polígons de Reuleaux s'utilitzen per perforar forats pentagonals, hexagonals, i octagonals.

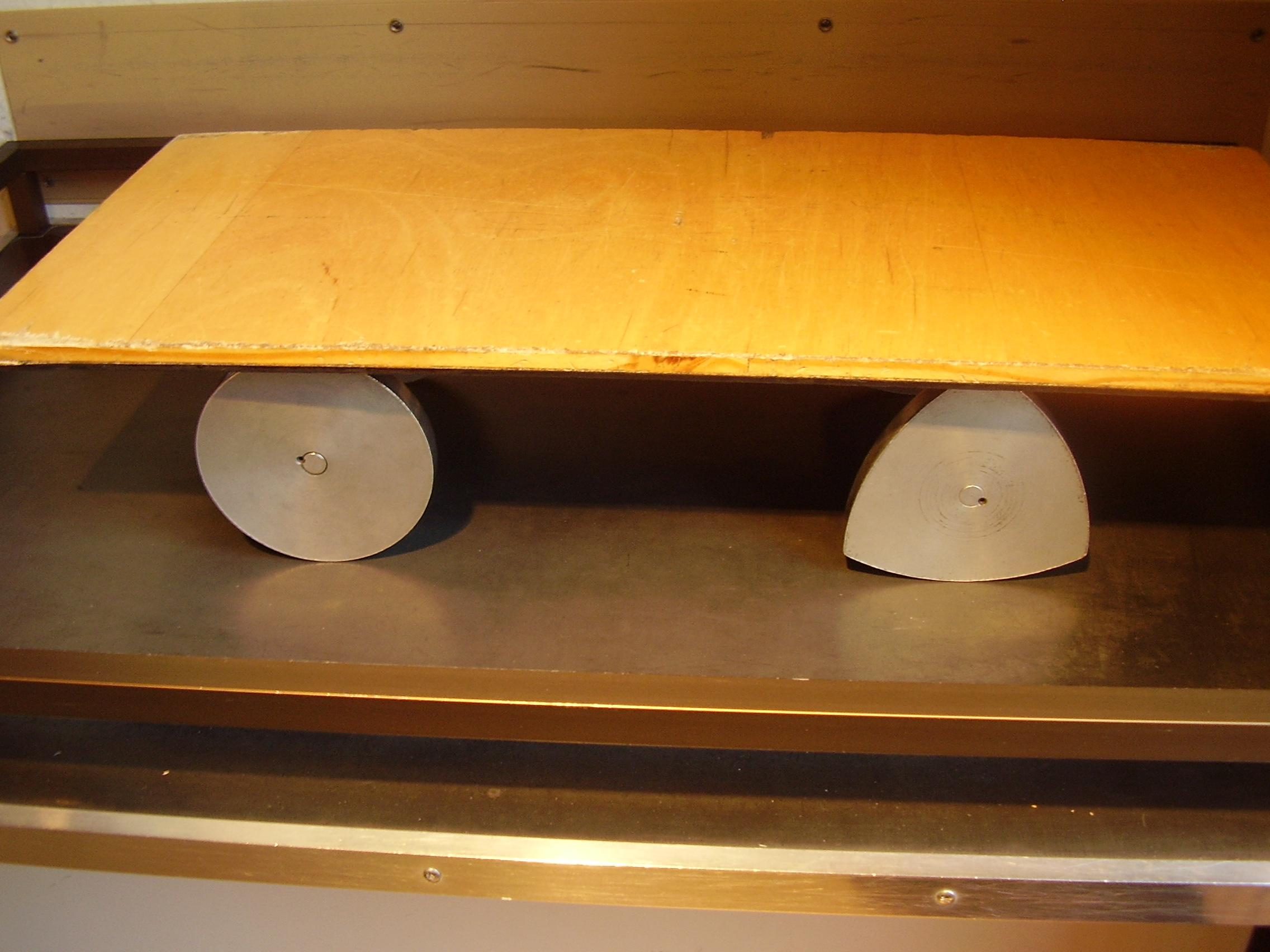
Maqueta del Museu de la Tècnica de Berlín que il·lustra la propietat de rodar del triangle de Reuleaux.

- Un triangle de Reuleaux (junt amb totes les altres corbes d'amplada constant) pot rodar però no és adequat per fer una roda perquè no roda sobre un centre fix de rotació. Un objecte sobre rodets amb seccions en forma de triangle de Reuleaux rodaria suaument i seguint un pla, però un eix fixat a rodes de triangle de Reuleaux botaria amunt i avall tres vegades per revolució. Aquest concepte s'utilitzava en un conte de ciència-ficció de Poul Anderson titulat "The Three-Cornered Wheel" ("La Roda de tres cantonades").

- Alguns llapis es fabriquen amb aquesta forma, en comptes de les més tradicionals rodona o hexagonal.[10] Es publiciten normalment dient que són més fàcils i adequats d'agafar, així com que presenta menys possibilitats de caure rodolant de la taula (ja que el centre de gravetat puja i baixa).

- La forma s'utilitza com a senyal en el National Trails System administrat pel Servei de Parcs Nacionals dels Estats Units,[11] també en el logo de l'escola de mines de Colorado.

- Les tapes de registre utilitzades en el Projecte de Mission Bay de San Francisco per diferenciar l'aigua reciclada de l'aigua potable són de forma d'un triangle de Reuleaux.[12]

## Versió tridimensional

Tetràedre de Reuleaux.

La intersecció de quatre esferes de radi s centrat en els vèrtexs d'un tetràedre regular amb llargada igual al costat s s'anomena el tetràedre de Reuleaux, però no és una superfície d'amplada constant. Es pot, tanmateix, convertir en una superfície d'amplada constant, anomenada tetràedre de Meissner, canviant els seus arcs per pedaços de superfície curvilinis. Alternativament, la superfície de revolució d'un triangle Reuleaux al voltant d'un dels seus eixos de simetria forma una superfície d'amplada constant, amb volum mínim entre totes les superfícies de revolució conegudes d'amplada constant donada (Campi, Colesanti & Gronchi (1996)).

## Figures relacionades

Triqueta entrellaçada formant un nus triple.

En la presentació clàssica d'un diagrama de Venn de tres conjunts com tres cercles solapats, la regió central (que representa els elements que pertanyen a tots tres conjunts) pren la forma d'un triangle de Reuleaux. Els mateixos tres cercles formen un dels dibuixos estàndards del nus borromeu, tres anells mútuament enllaçats que no es poden realitzar, tanmateix, com a cercles geomètrics. Parts d'aquests mateixos cercles són utilitzats per formar una triqueta, una figura de tres semicercles solapats (cada dos dels quals formant una vesica piscis) que també té un triangle de Reuleaux en el seu centre; així com tres els tres cercles del diagrama de Venn es poden entrellaçar per formar el nus borromeu, els tres arcs circulars de la triqueta es poden entrellaçar per formar un nus triple.
Sorgeixen figures relacionades amb el triangle de Reuleaux en el problema de trobar la forma de perímetre mínim que tanqui una àrea fixa i que inclogui tres punts específics del pla. Per un marge ampli de valors del paràmetre àrea, la solució òptima del problema serà un triangle corbat els costats del qual són arcs circulars d'igual radi. En particular, quan els tres punts són equidistants els uns dels altres i l'àrea és la del triangle de Reuleaux, la solució òptima és el triangle de Reuleaux.
Els triangles circulars són triangles que tenen arcs circulars com a costats i inclouen el triangle de Reuleaux així com altres formes. La corba deltoide és un altre tipus de triangle curvilini, però en aquest cas les corbes que substitueixen cada costat d'un triangle equilàter són còncaves enlloc de convexes. No està compost per arcs circulars sinó que es forma fent rotar un cercle dins d'un altre de radi tres vegades superior. Altres formes planars amb tres costats corbats inclouen els arbelos, format per tres semicercles amb punts finals colineals, i el triangle de Bézier.
També es pot interpretar el triangle de Reuleaux com la projecció estereogràfica d'una cara triangular d'un tetràedre esfèric, el triangle de Schwarz de paràmetres {\displaystyle {\tfrac {3}{2}},{\tfrac {3}{2}},{\tfrac {3}{2}}} amb angles esfèrics de mesura {\displaystyle 120^{\circ }} i costats de longitud esfèrica {\displaystyle {\arccos }{\bigl (}{-{\tfrac {1}{3}}}{\bigr )}.}